# Licuala bifida
Licuala bifida är en enhjärtbladig växtart som beskrevs av Heatubun och Anders Sánchez Barfod. Licuala bifida ingår i släktet Licuala och familjen Arecaceae. Inga underarter finns listade i Catalogue of Life.